# Mesquita Verda (Bursa)
La Mesquita Verda (turc: Yesil Camii), també coneguda com a Mesquita de Mehmet I, forma part d'un conjunt (turc: külliye) arquitectònic religiós que es troba a l'est de Bursa, a Turquia, antiga capital otomana, abans de la caiguda de Constantinoble el 1453. El conjunt engloba una mesquita, un mausoleu anomenat Mausoleu Verd, una madrassa, una cuina pública i un bany turc. El nom de Mesquita Verda prové de la decoració interior de taulells verds i blaus. La construcció va ser supervisada per l'arquitecte i mecenes, el visir Hacı İvaz Pasha, que havia estat comandant a les ordres de Mehmet I.

## Història

### Construcció
La Mesquita Verda se sol considerar la culminació del primer estil arquitectònic otomà, pel nivell de mestratge estètic i tècnic que demostra.
La va construir el soldà Mehmet I Çelebi, que governà del 1413 al 1421, després de lluitar contra els seus germans per a reunificar l'Imperi otomà. La mesquita començà a aixecar-se al 1412 i, segons la inscripció que hi ha damunt el portal d'entrada, es conclogué al desembre del 1419 o gener del 1420 (del mes dhu-l-hijja de l'any de l'hègira  822). Fou supervisada per l'arquitecte i mecenes, el visir Hacı İvaz Paixà, que havia estat comandant de Mehmet I. A la seua mort, Mehmet I fou soterrat al Mausoleu Verd, manat construir pel seu fill i successor, Mureu II, situat dins del complex. La construcció de la tomba s'acabà al maig del 1421. Els treballs de decoració van continuar després de la mort de Mehmet I. Una inscripció cal·ligràfica sobre l'entrada indica que la decoració es va concloure a l'agost del 1424 (a la fi del Ramadà del 827) pel nakkas ('l'artista') Ali bin Ilyas Ali.  Es creu que Ali bin Ilyas Ali hi duria un grup divers d'artesans anomenats els «mestres de Tabriz» perquè l'ajudassen. Hi ha una inscripció als taulells que envolten el mihrab de la mesquita, signada com a «obra dels mestres de Tabriz». Tabriz, destacat centre artístic i cultural de l'oest de l'Iran, fou un canal important perquè la influència timúrida arribàs a la Mesquita Verda, perquè fou envaïda pels timúrides als segles XIV i XV. Segons l'historiador del segle xv Asikpasazade, Hacı İvaz Pasha també hauria «portat mestres i artesans de terres estrangeres» per a ajudar en la construcció de la mesquita. Una altra inscripció persa dins el vestíbul reial, sobre l'entrada, identifica Mehmet el-Mecnun ('Mehmet el Boig') com l'artista que decorà la ceràmica de la mesquita. Blessing assenyala que encara no se sap pas amb certesa el paper exacte que va exercir cadascuna de les persones anomenades en les inscripcions, perquè la terminologia d'aquests textos històrics no es comprén del tot en l'actualitat.

### Restauracions
A causa del terratrèmol de Bursa de magnitud 7,5 en l'escala de Richter del 1855, el conjunt s'hagué de renovar; ho feu l'arquitecte i artista francés Léon Parvillée a partir del 1863. Se'n desconeix la data de finalització. Ahmet Vefik Paşa, administrador de l'Anatòlia occidental i mecenes de la conservació del patrimoni cultural otomà, encarregà a Parvillée la restauració dels principals monuments reials dels segles XIV i XV de la ciutat. Durant aquest període, Bursa s'estava transformant en una ciutat moderna.
Parvillée va visitar per primera vegada Istanbul, la capital otomana, el 1851, i es va traslladar allí el 1855. Va treballar en l'imperi com a decorador, contractista i arquitecte. Coneixia bé els principals aspectes de l'estil otomà primitiu per la seua experiència i treball a la zona, així com per la seua àmplia recerca sobre el tema. El cònsol francés de Bursa va declarar el 1906 que Parvillée havia viscut a Bursa del 1862 al 1867, però això és discutible. No és clar si l'arquitecte es limità a planificar-ne la restauració i després abandonà Bursa, o si hi romangué per a supervisar-ne l'execució. De tota manera, està documentat que tornà a París el 1867 per a dissenyar i construir el pavelló turc de l'Exposició Universal.
Parvillée col·laborà en la restauració de l'interior i l'exterior de la mesquita, inclosa la taulelleria. En restaurà els taulells de línies negres del portal. Els dos minarets foren reconstruïts sobre una base antiga per l'arquitecte. Les decoracions pintades policromes, que abans havien adornat les parts superiors de les parets i sostres, no van ser pas restaurades.
Durant un segon projecte de restauració que es feu entre el 1941 i el 1943, es llevà el revestiment ceràmic dels taulells i es tornaren a instal·lar.
La Mesquita Verda es va sotmetre a una altra renovació, començada el 2010; i la reobriren l'11 de maig del 2012.

### Actualitat
La Mesquita Verda des del 2014 forma part del Patrimoni de la Humanitat de la UNESCO designat a l'entorn de la històrica ciutat de Bursa.

## Arquitectura

### Interior
La Mesquita Verda, amb planta en forma de T invertida, és un edifici cúbic de dos pisos amb una ampliació a la banda sud. Té un vestíbul que duu per una curta escala a una sala d'oració central. Aquesta escala té quatre buits de marbre (en turc: papuçluk) en cada costat per a les sabates. Aquests elements arquitectònics indiquen que el pati estava pavimentat, tot i que ara estiga encatifat.
Al vestíbul central hi ha una font octogonal de marbre blanc amb un estany sota la cúpula central, la més alta de la mesquita, il·luminada per una llanterna. A banda i banda de l'estany hi ha altres dos iwans que condueixen a les cambres dels dervixos ambulants, mentre que un iwan elevat, situat darrere de l'aigua, duu a la sala d'oració. En aquest iwan hi ha un nínxol mihrab a l'alquibla) de la mesquita, així com dos grups de quatre finestres.
Després d'entrar a la Mesquita Verda hi ha un vestíbul. Des d'ací, uns amplis passadissos emmarcats per columnes romanes d'Orient s'estenen en totes dues direccions i acaben en escales que duen a les sales reials.

Aquestes sales donen al pati interior i connecten amb una altra saleta que condueix a la llotja reial, que funciona com un altre iwan. En aquestes cambres hi ha escales de caragol que duen als colomars. Entre aquestes sales de cantó s'obri un passadís que condueix als balcons de la façana nord, en què comença l'escalinata del minaret. Els dos minarets de la façana nord s'hi afegiren després. 

Característiques interiors
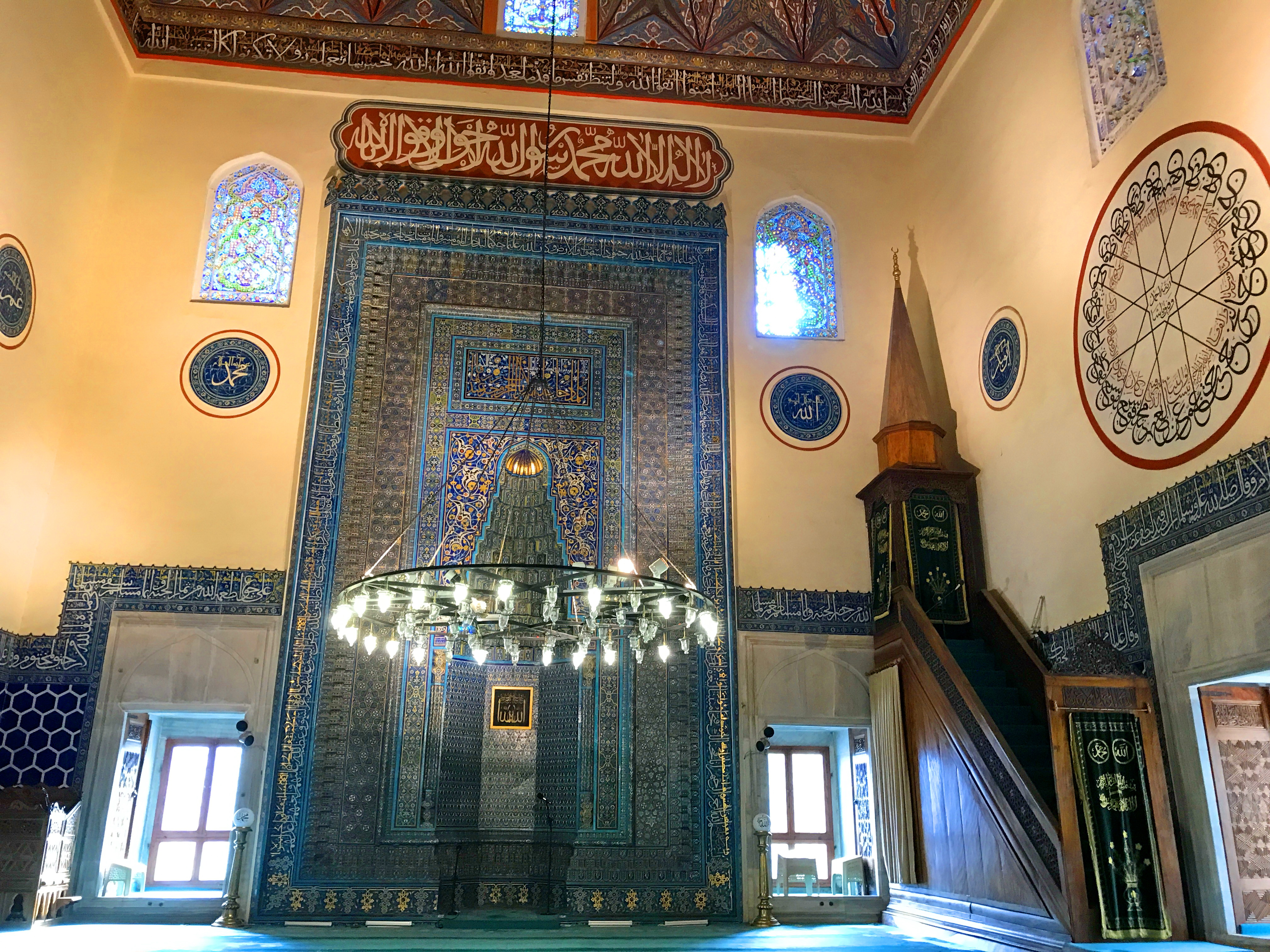
La sala d'oració
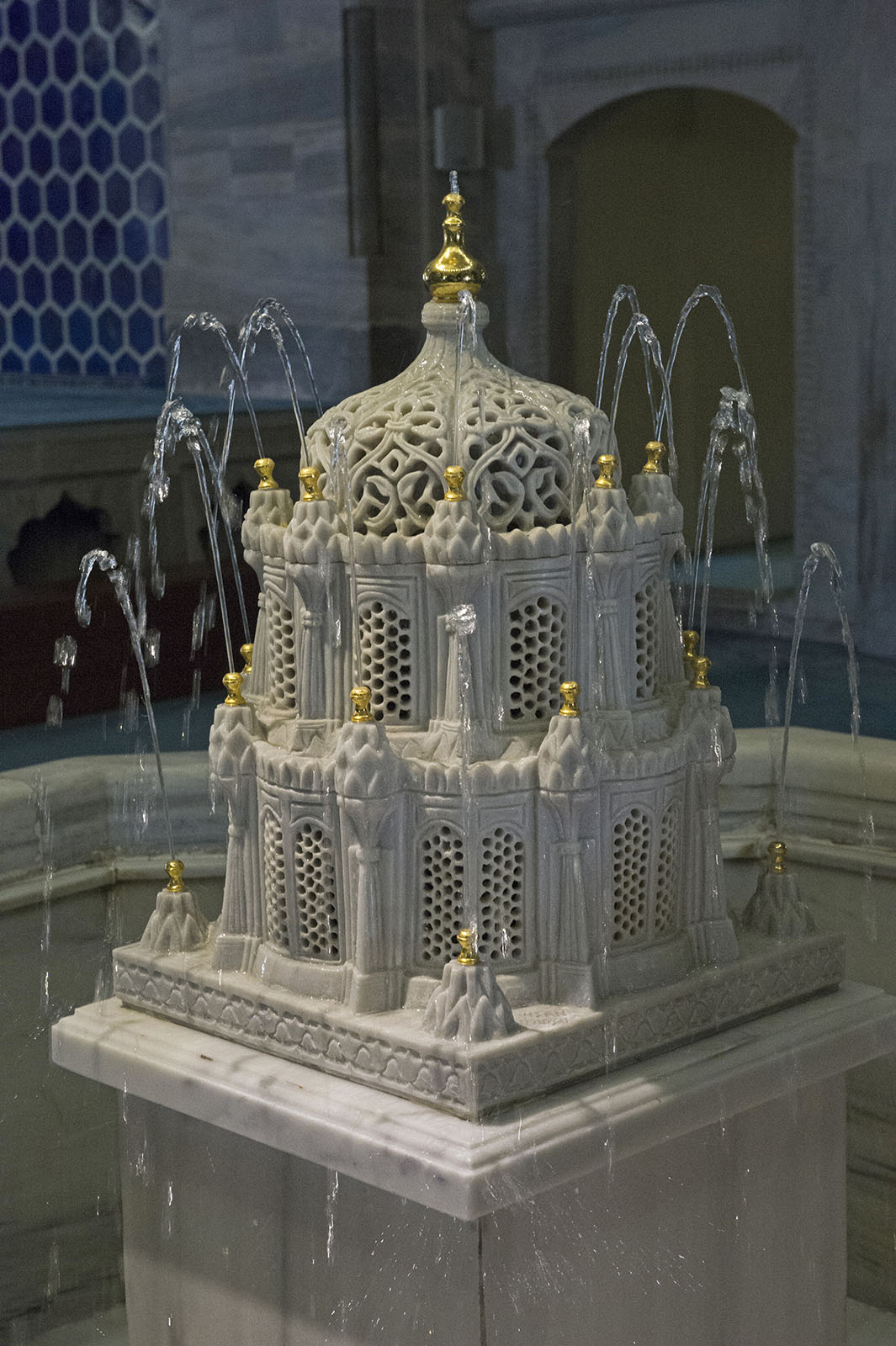
Font de marbre d'un estany de la sala d'oració
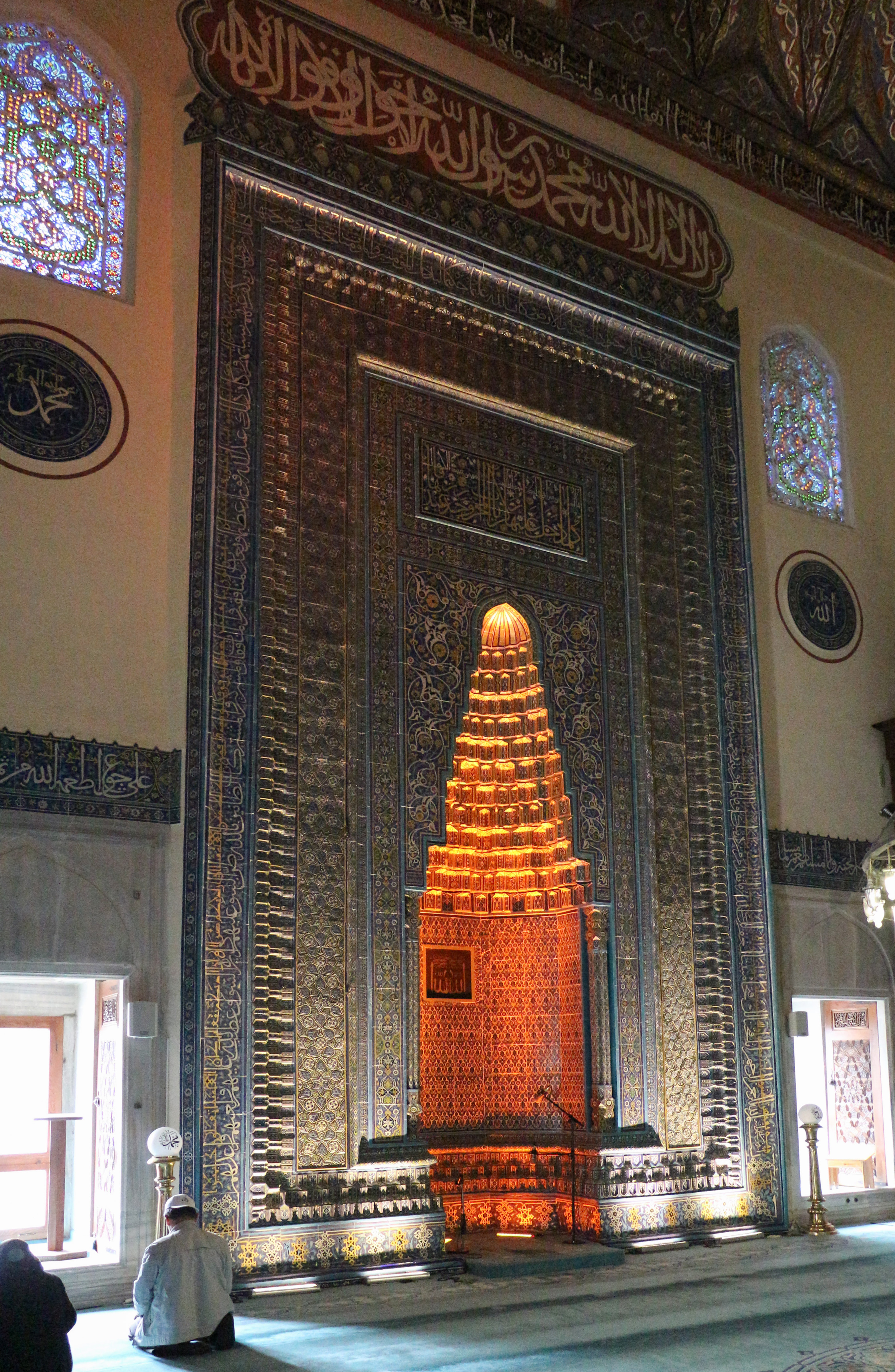
El mihrab de la mesquita. Dalt hi ha una inscripció en persa que diu amal-i ustādhān-i Tabrīz ('obra dels mestres de Tabriz')
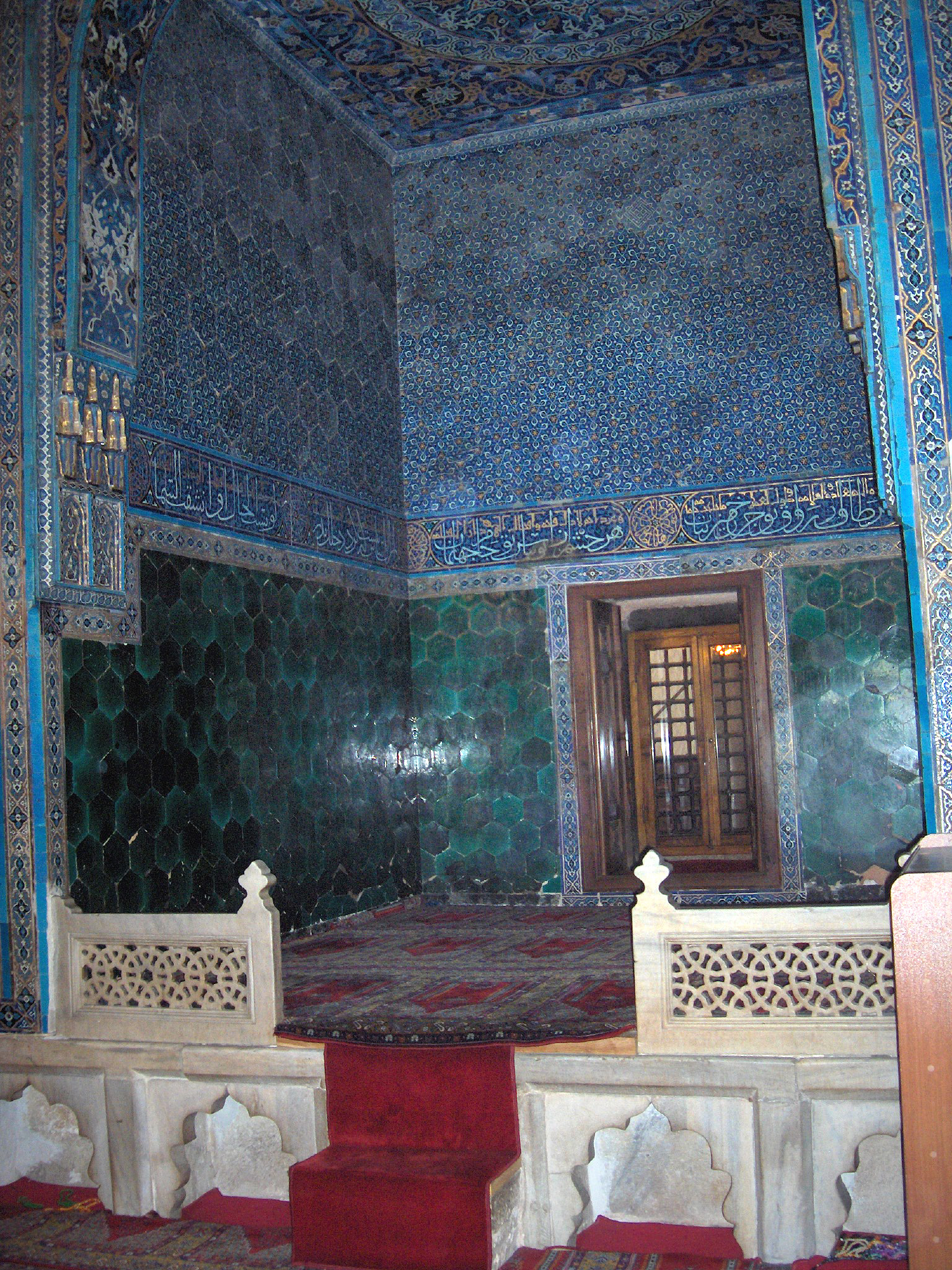
Un dels dikka de l'entrada a la sala d'oració
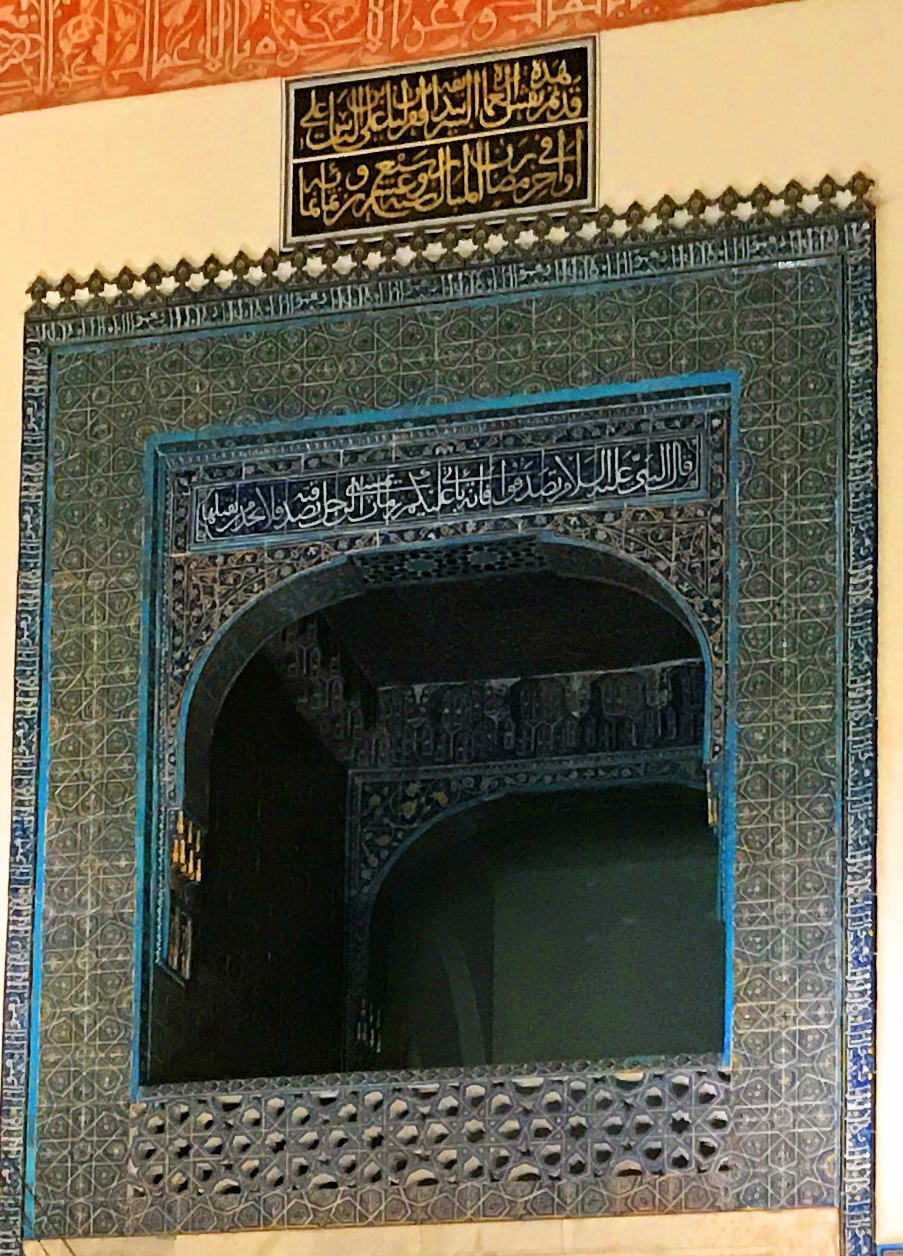
L'entrada a la llotja del sultà del segon pis, vista des de la sala d'oració
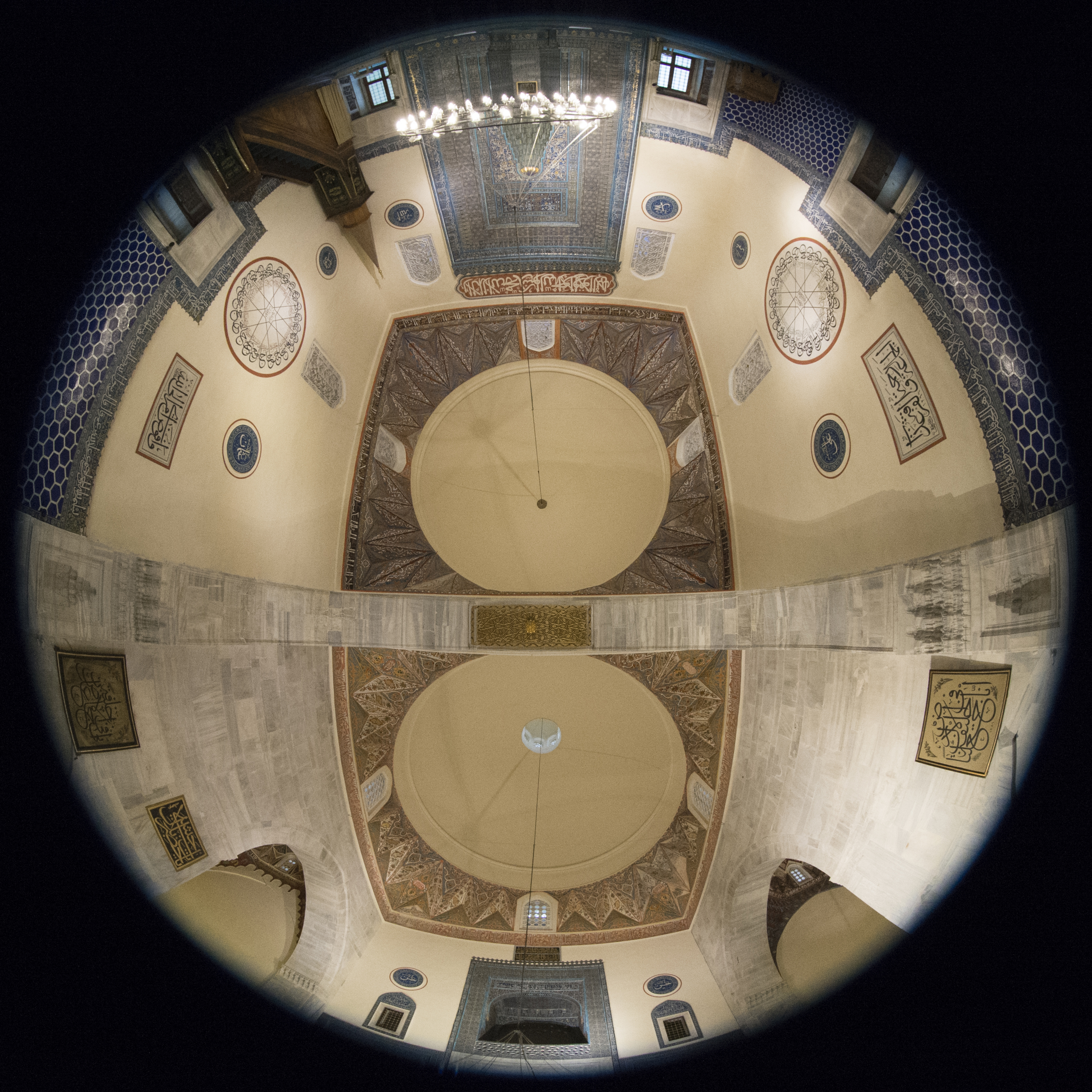
Vista d'ull de peix de les cúpules

### Exterior
Uns plafons de marbre, la majoria substituïts en el segle xix, recobreixen l'edifici de pedra llaurada de la mesquita. La porta està coronada per una mitja cúpula amb una cascada de mocàrabs, la cara de la qual està coberta d'arabescos i inscripcions. Damunt dels nínxols en cada costat de la porta d'entrada hi ha una inscripció dedicada a Hacı İvaz Paixà, el dissenyador de la mesquita. Entre la inscripció i els mocàrabs hi ha una finestreta que il·lumina el camí cap a la llotja del soldà.
Les cúpules de la part superior de l'edifici estaven cobertes al principi amb taulells blaus i verds; ara, però, estan revestides de plom. Hi ha finestres perforades en tambors a les cúpules i als murs exteriors. Un òcul sobre la pila d'ablucions de la sala central es tancà amb una llanterna quan es va restaurar.

També els dos minarets foren dotats d'agulles de pedra tallades a la manera barroca. Només s'hi pot accedir per les estances del sultà i pujant les escales de caragol que duen als àtics.

Característiques exteriors
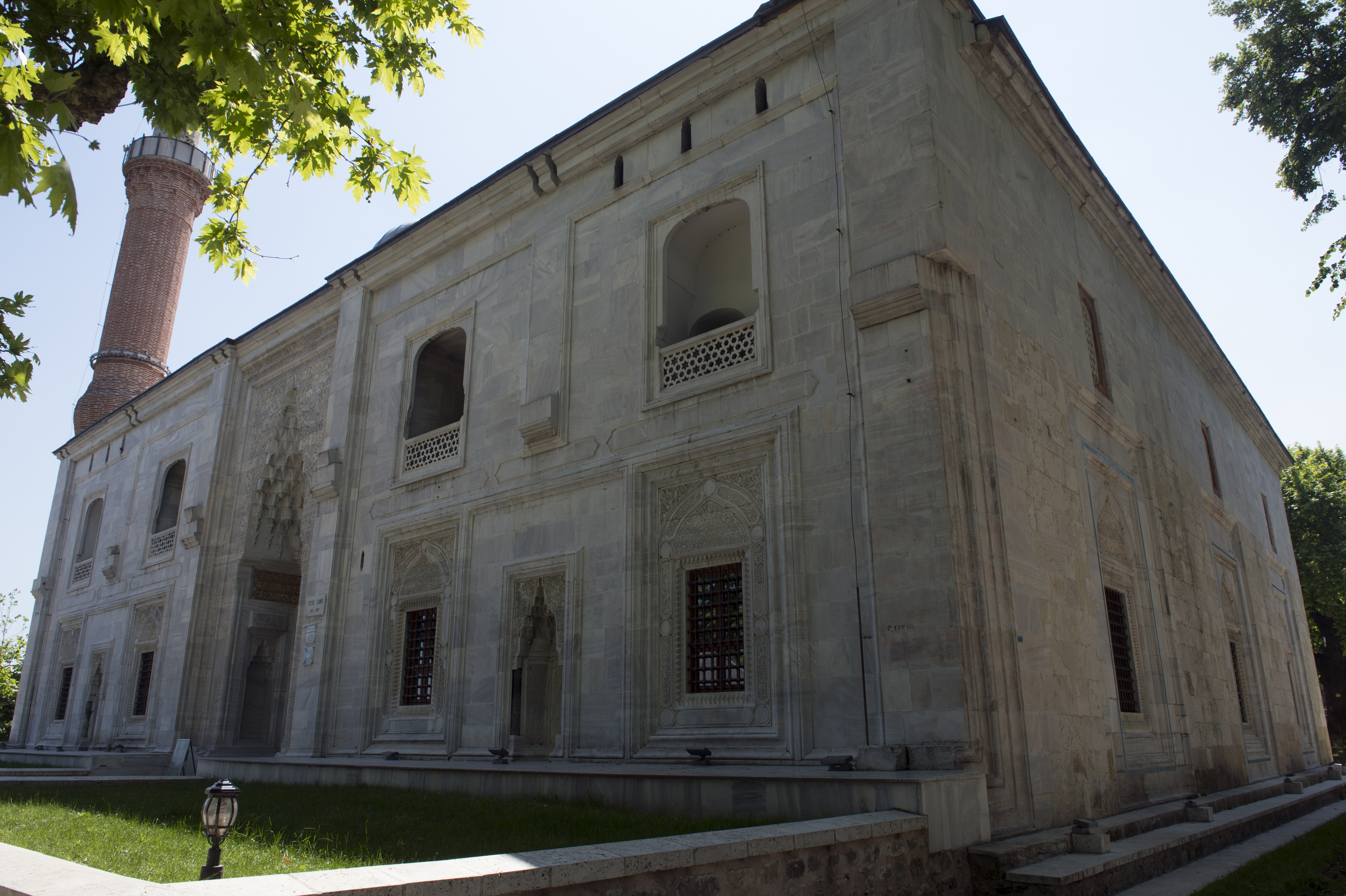
Façana i banda oest de la mesquita
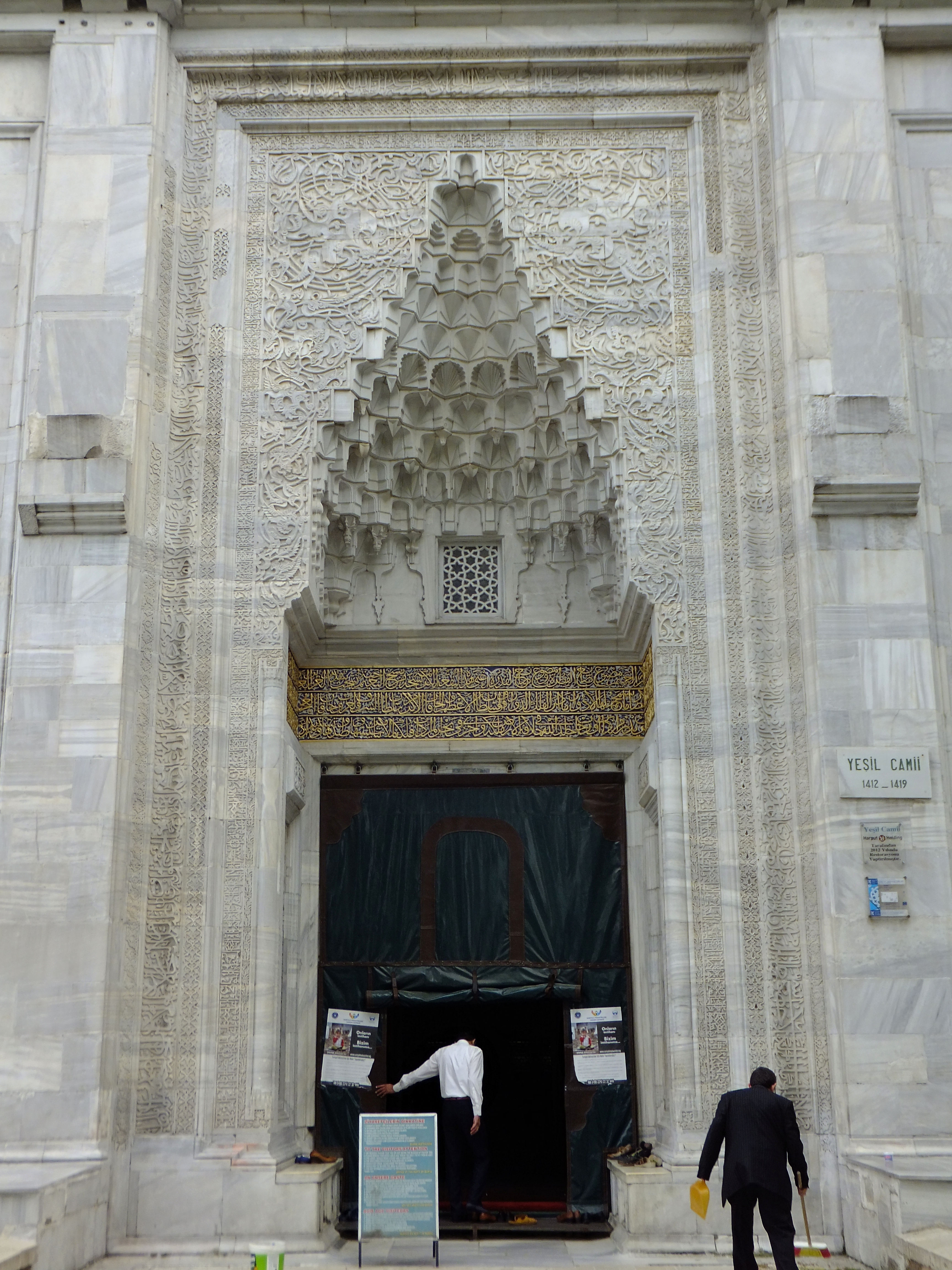
Entrada a la mesquita, amb un portal de mocàrabs
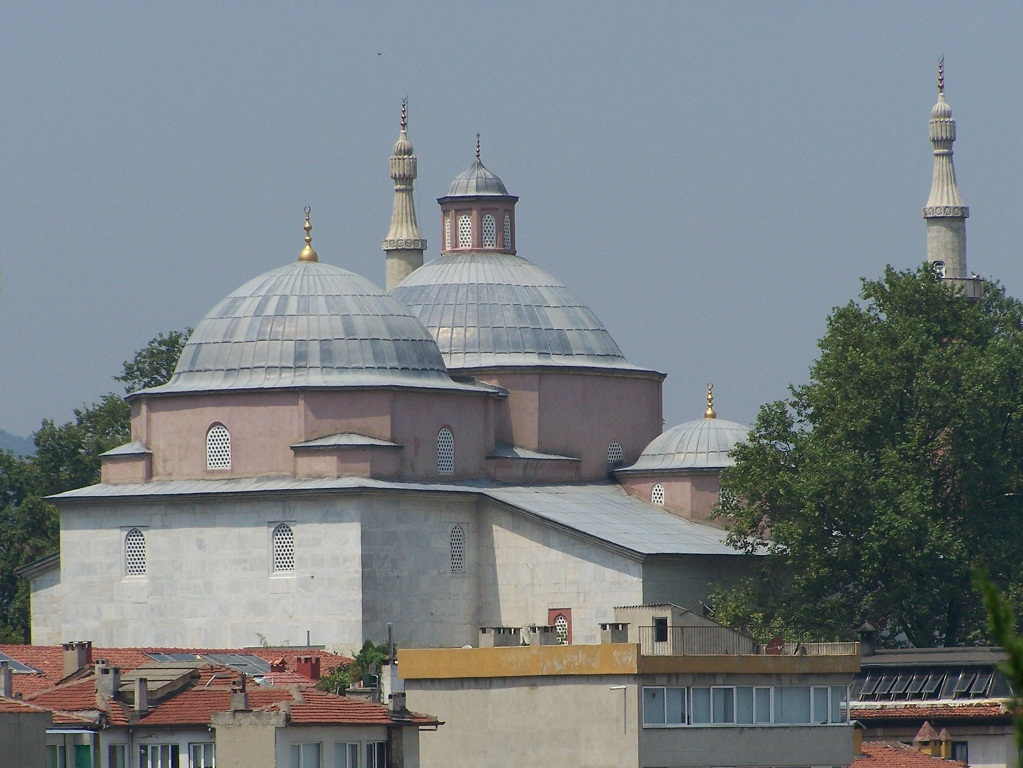
Vista posterior de la mesquita

## Decoració

### Taulells

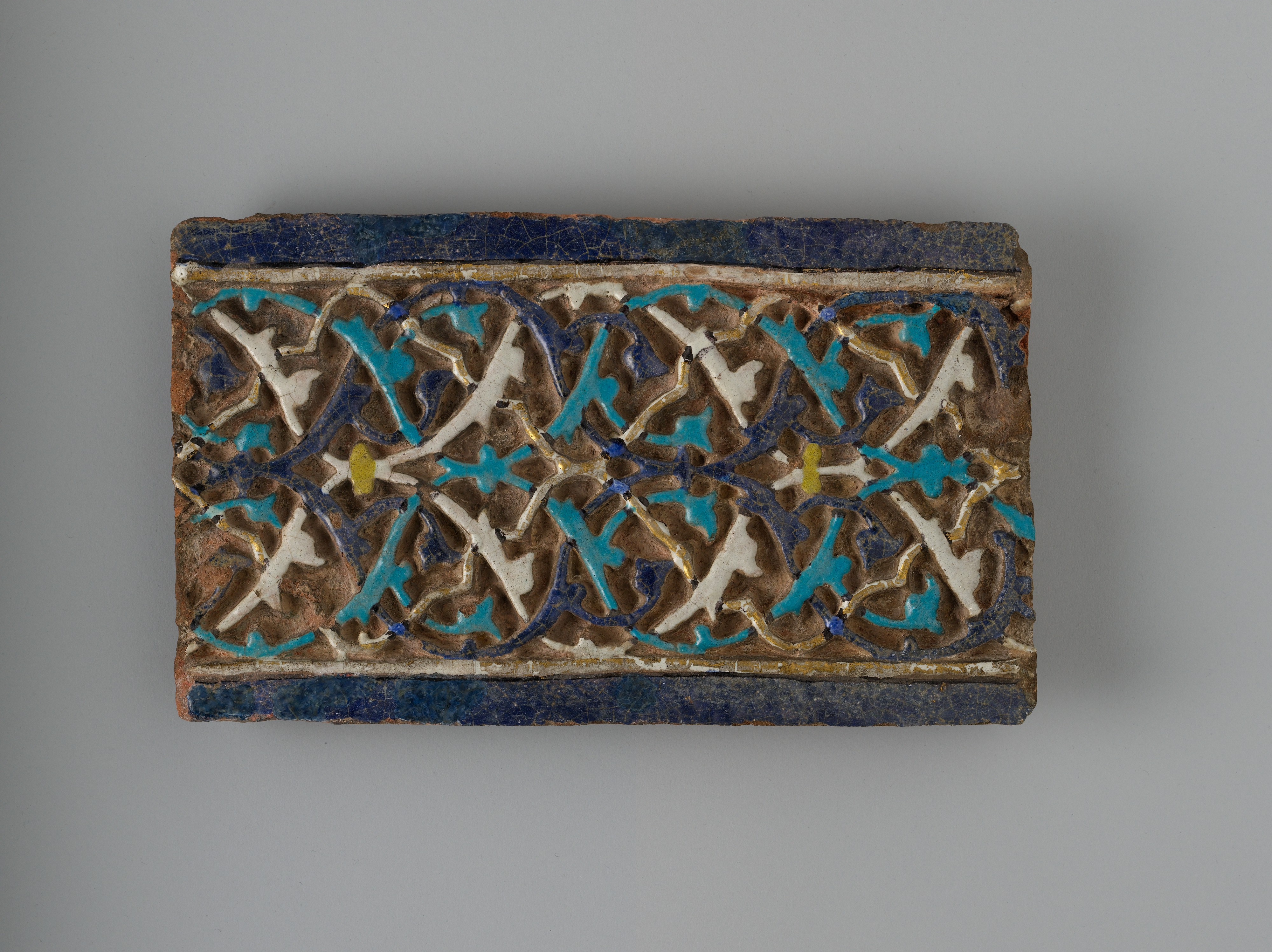
Taulell de la Yesil Türbe (Tomba Verda), dins el conjunt de la Mesquita Verda. S'hi han utilitzat taulells acolorits i intricats, sobretot en el mihrab

La Mesquita Verda empra una gamma molt diversa de tècniques de taulells (inclosos els taulells de línia negra (sovint confosos amb els taulells de corda seca, tot i que tècnicament són diferents), taulells monocroms amb vidriat, mosaics i relleus de terracota pintada)  i colors (verd, blau, turquesa, blanc, groc, lila i morat). Els taulells de línies negres, que són la majoria dels taulells de la mesquita, mostren una àmplia influència timúrida. Aquesta influència també s'observa en la ceràmica timúrida i en l'arquitectura d'Àsia Central, com ara al mausoleu dels santuaris Shah-i-Zinda. Els taulells blaus i turquesa del vestíbul i els iwans, així com els taulells hexagonals verds daurats dels iwans, demostren una influència seljúcida (que també pot observar-se en la Madrassa Karatay de Konya).

#### Decoració interior amb taulells

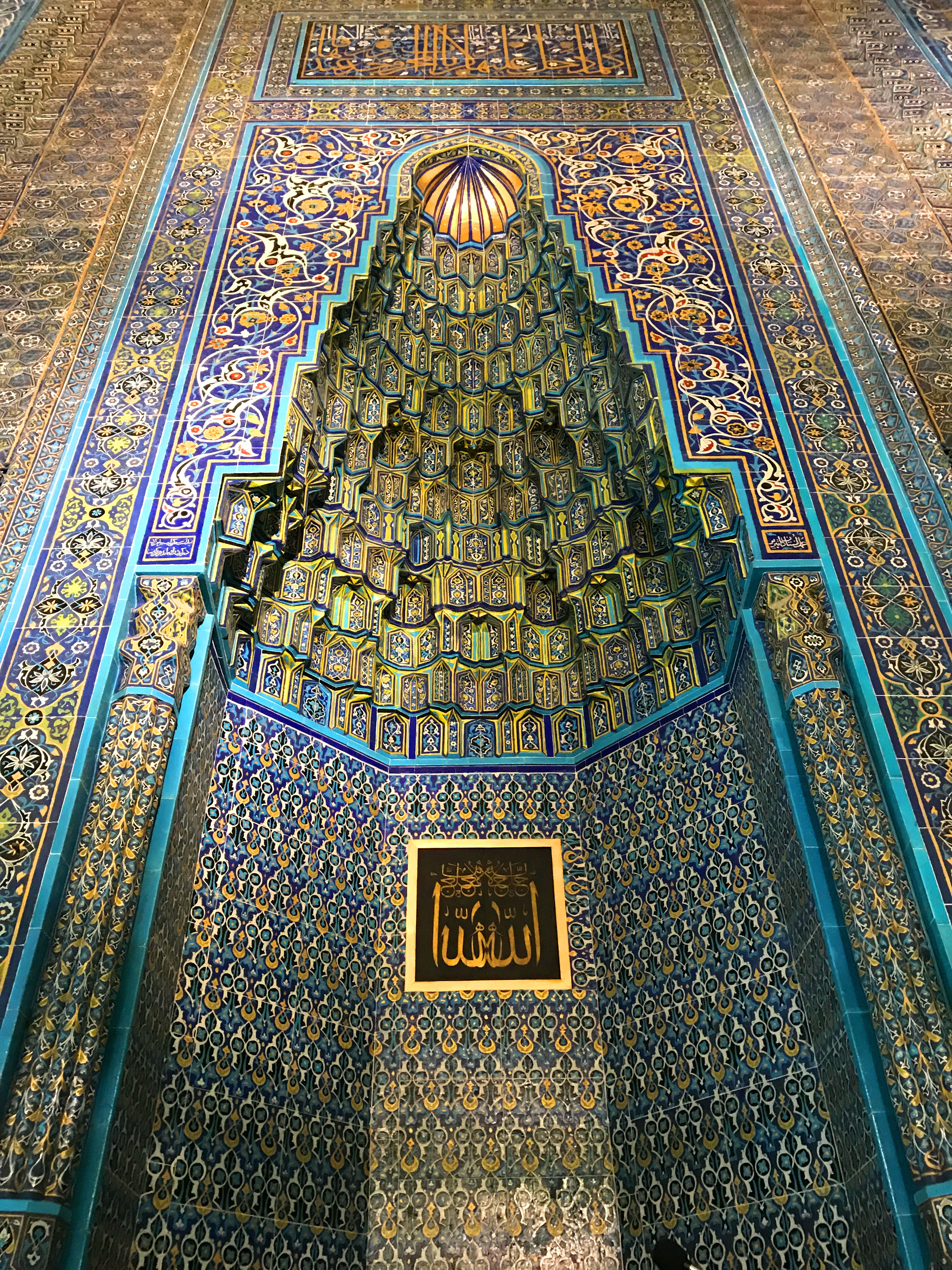
El mihrab de la mesquita, amb una àmplia gamma d'intricats taulells de línies negres, dotze files de mocàrabs i dues columnes estriades

En el corredor que connecta el vestíbul amb la sala de pregària, les parets estan cobertes de taulells hexagonals de color verd fosc, esguitats per un gran medalló al centre de cada paret. Aquests medallons presenten un intricat arabesc floral.

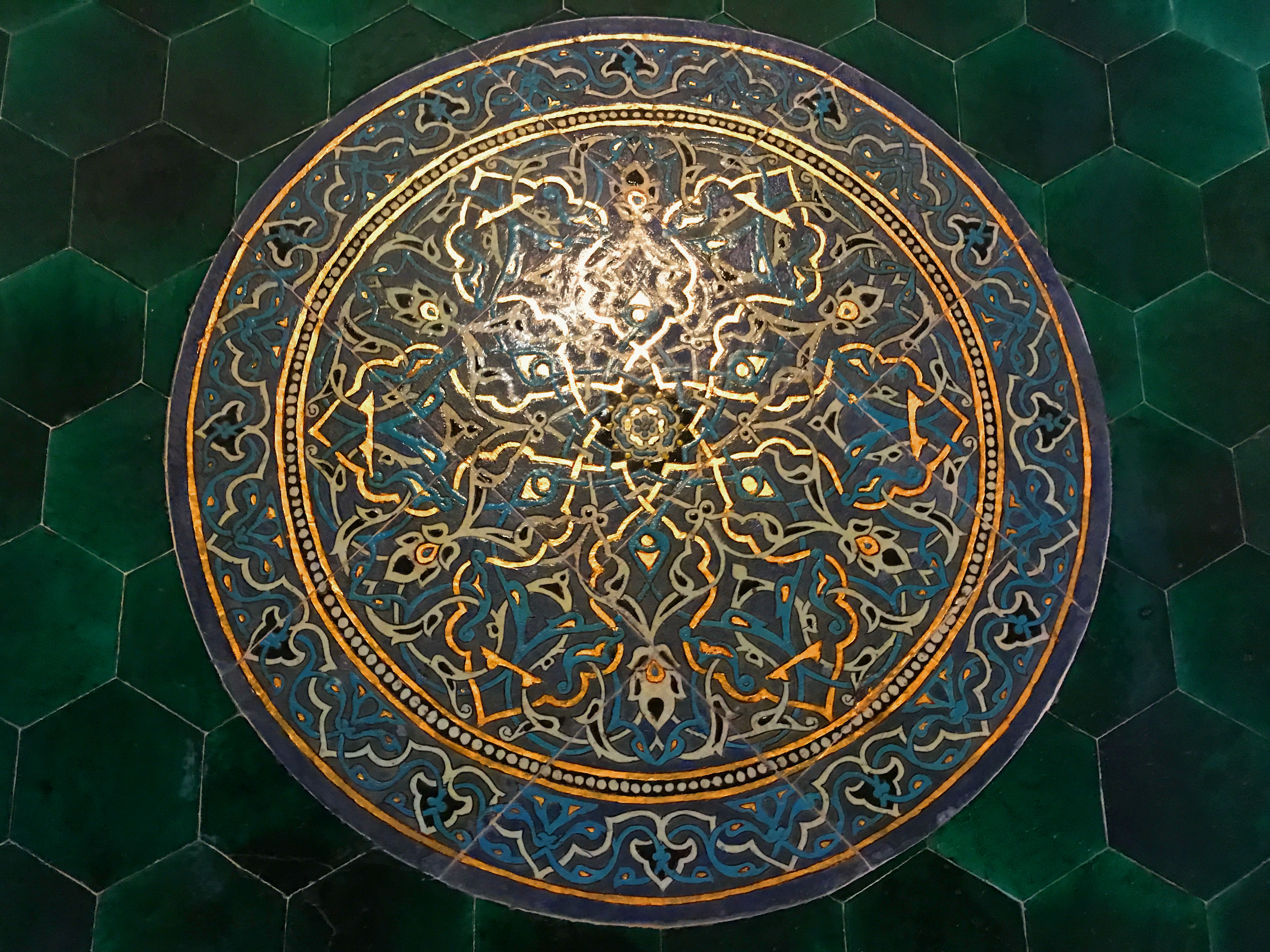
Cercle al passadís que connecta el vestíbul amb la sala d'oració

Els dikka encastats que flanquegen l'entrada de la sala de pregària estan revestits de taulells hexagonals de color verd fosc amb decoració daurada i un gran arabesc al sostre.
Els taulells hexagonals de color verd fosc, decorats amb una gruixuda capa d'or, cobreixen els grans iwans que flanquegen la sala de pregària.
Arabescos vegetals igualment acolorits, composts de taulells quadrats i rectangulars de línies negres, decoren els carcanyols. Les dotze fileres de mocàrabs i les dues columnes acanalades del nínxol del mihrab.

A la llotja del soldà, les parets i el sostre estan recoberts de taulells daurats  de línies negres que representen motius d'estreles i polígons. La vora de taulells negres que envolta l'obertura de la mesquita està decorada amb motius vegetals.

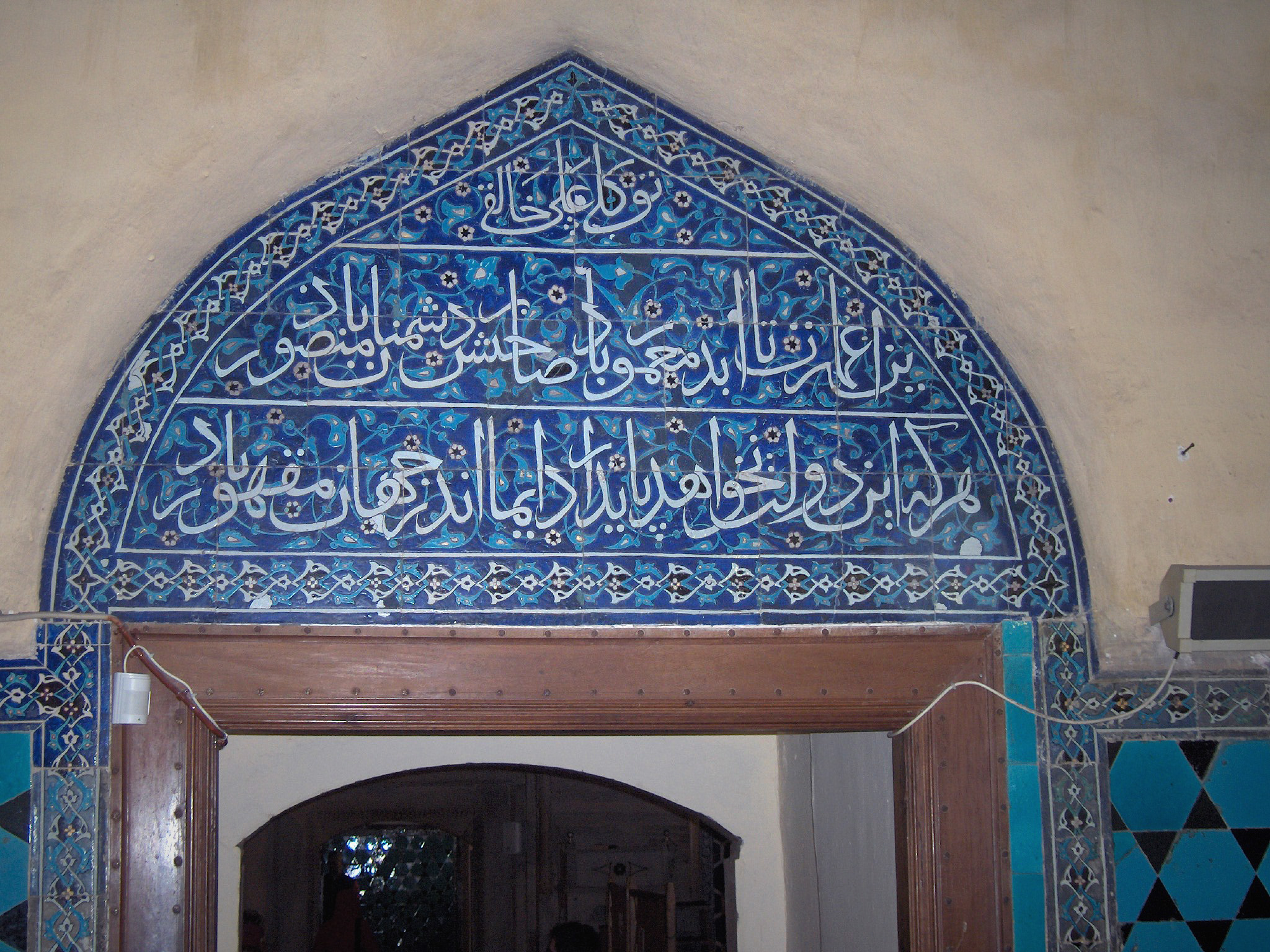
Inscripció sobre la porta d'una cambra
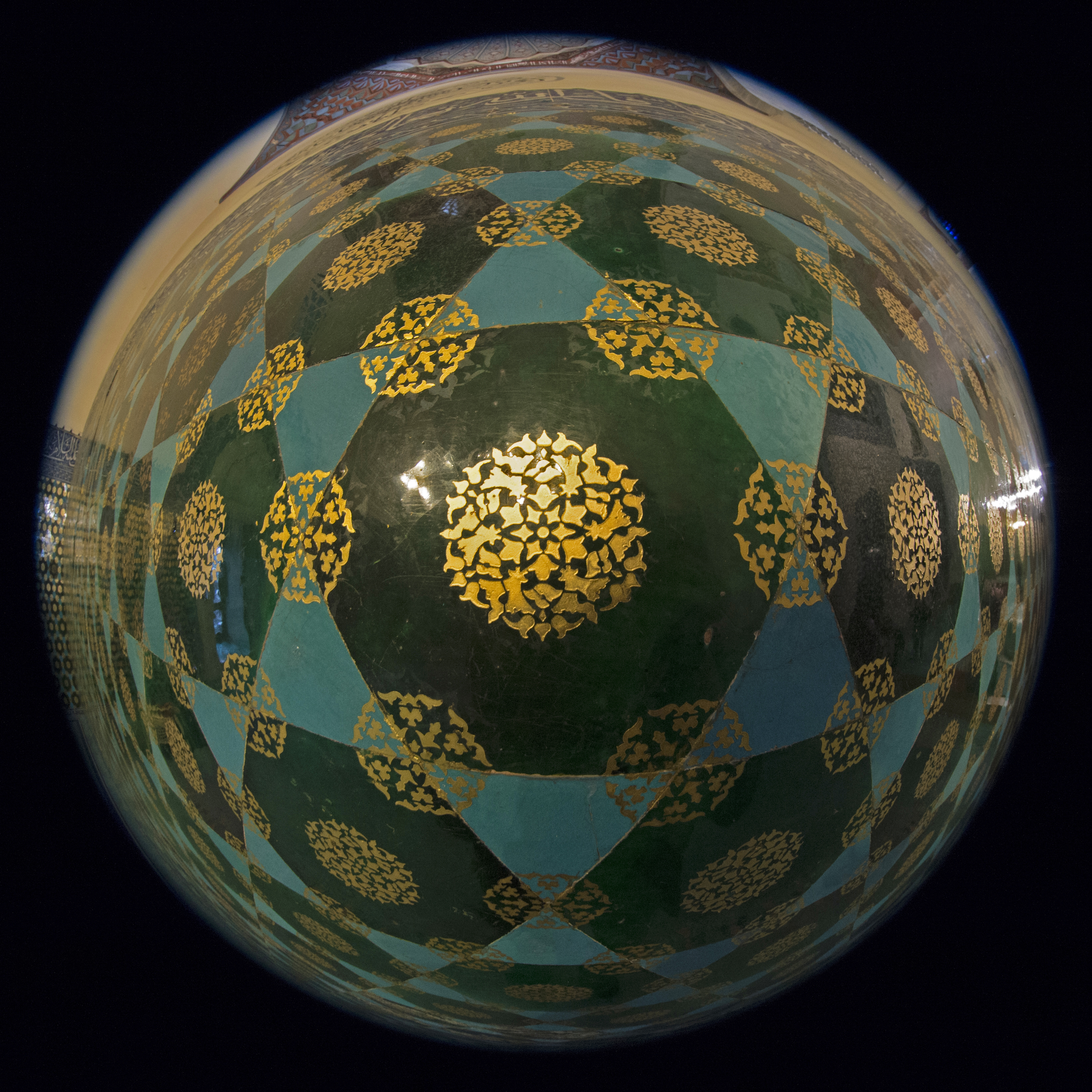
Decoració daurada dels taulells d'un iwan lateral
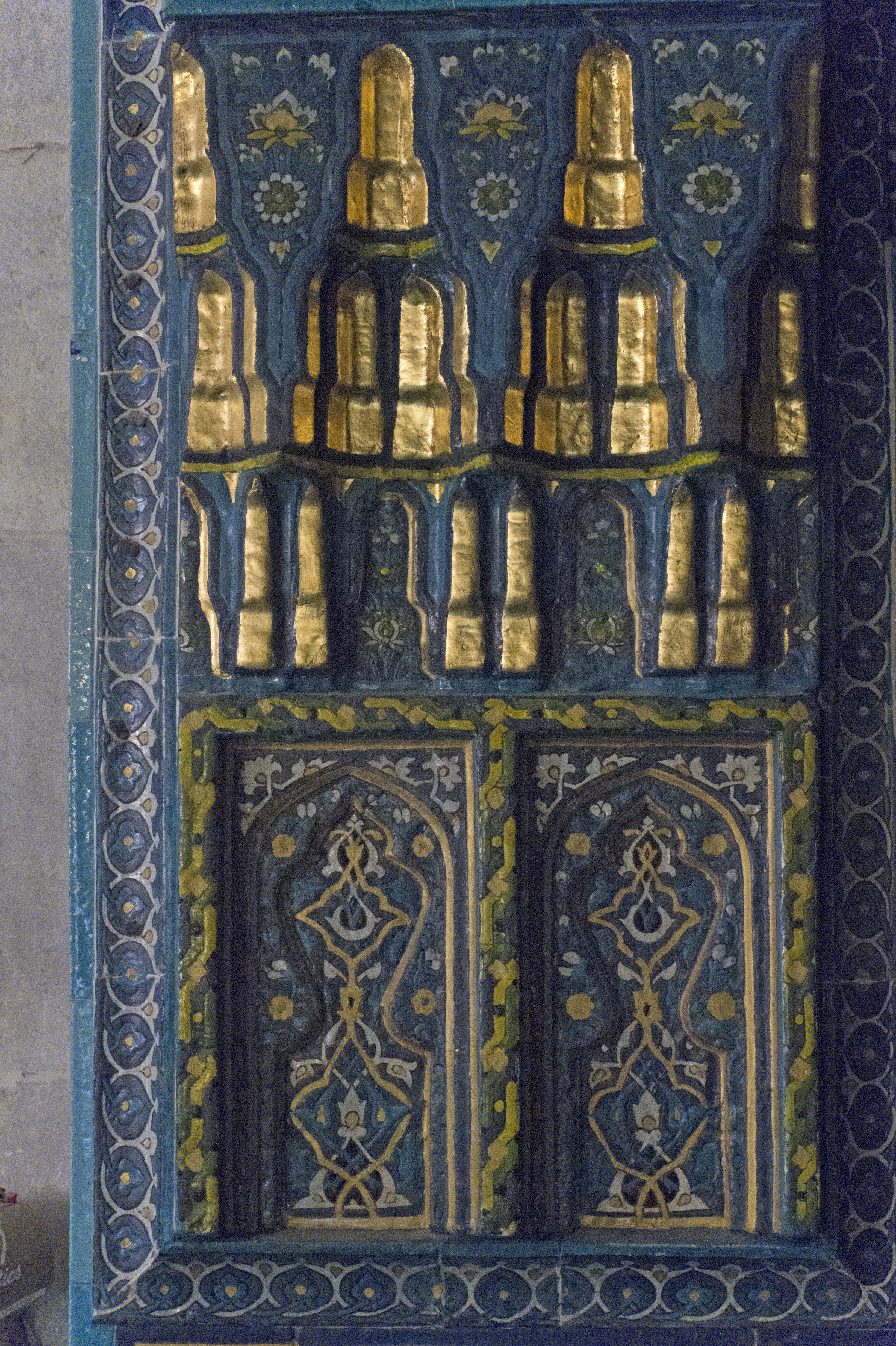
Decoració de taulells de línies negres dins de la mesquita
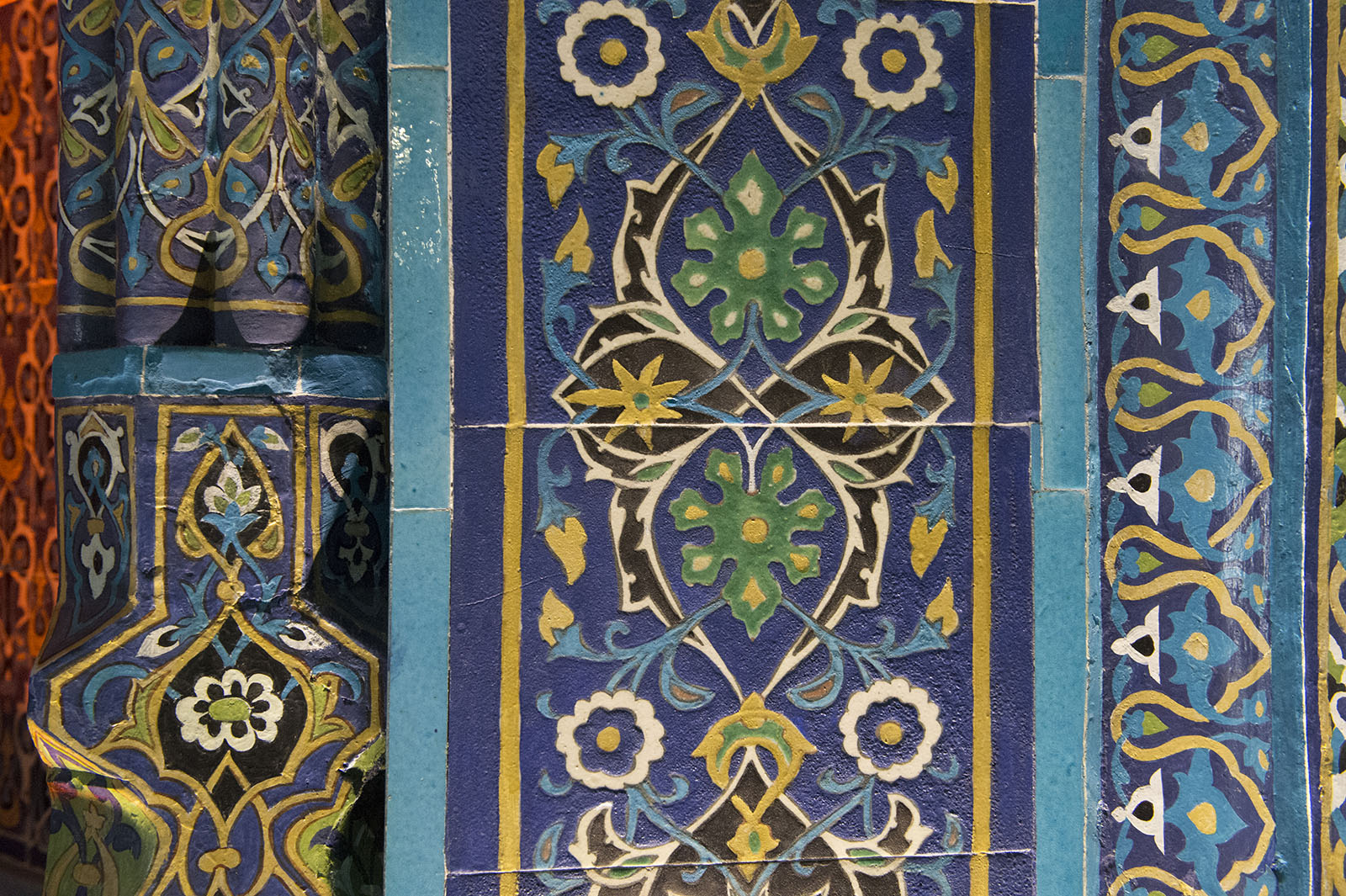
Taulells de línies negres del mihrab

### Talles

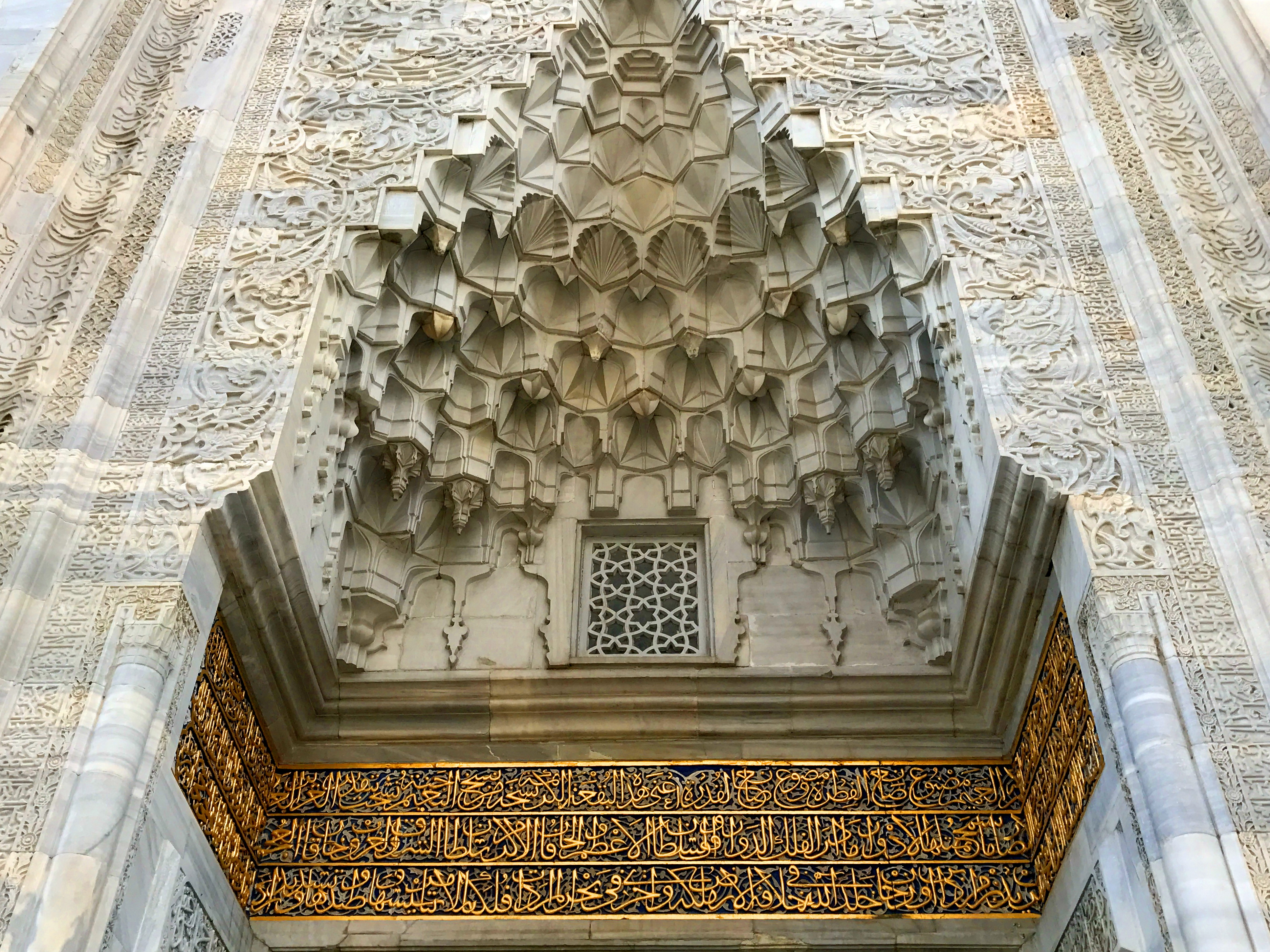
Detall del nínxol de mocàrabs a l'entrada

Hi ha decoracions tallades en tots els elements exteriors de la mesquita, des de l'entrada fins als mihrab i els marcs de les finestres. El portal de davant és de marbre tallat i té un nínxol de mocàrabs amb un timpà (decorat amb arabescos). Aquest portal, emmarcat amb talles florals i escriptures, és semblant als de les mesquites, madrasses i mausoleus seljúcides.

Les dues tabhane (cambres) connectades amb el passadís central, per a allotjar els viatgers, contenen nínxols de guix tallat.  Hi ha una inscripció de tres línies en un arc sobre una de les portes.

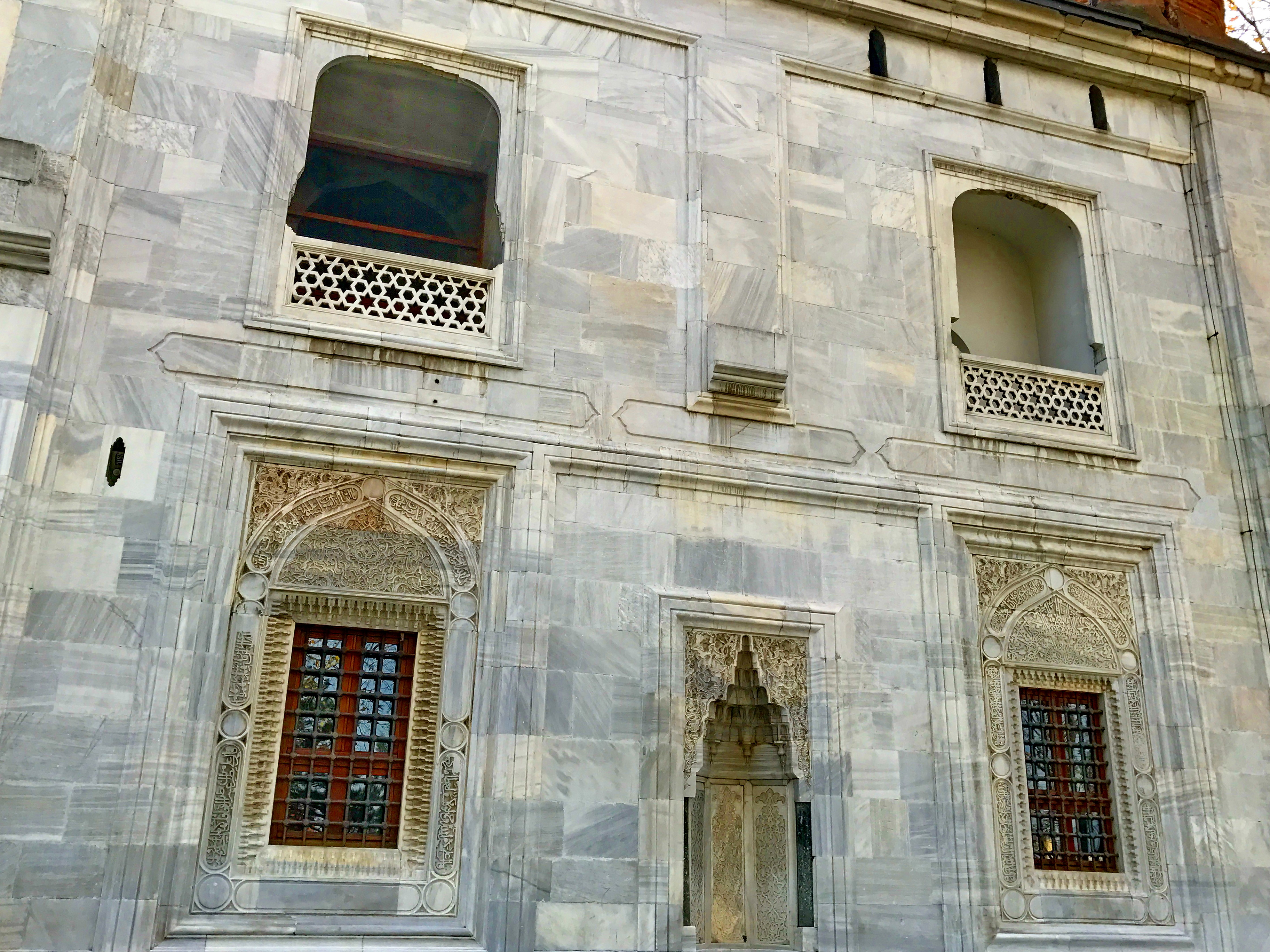
Finestres i nínxols decoratius de la façana
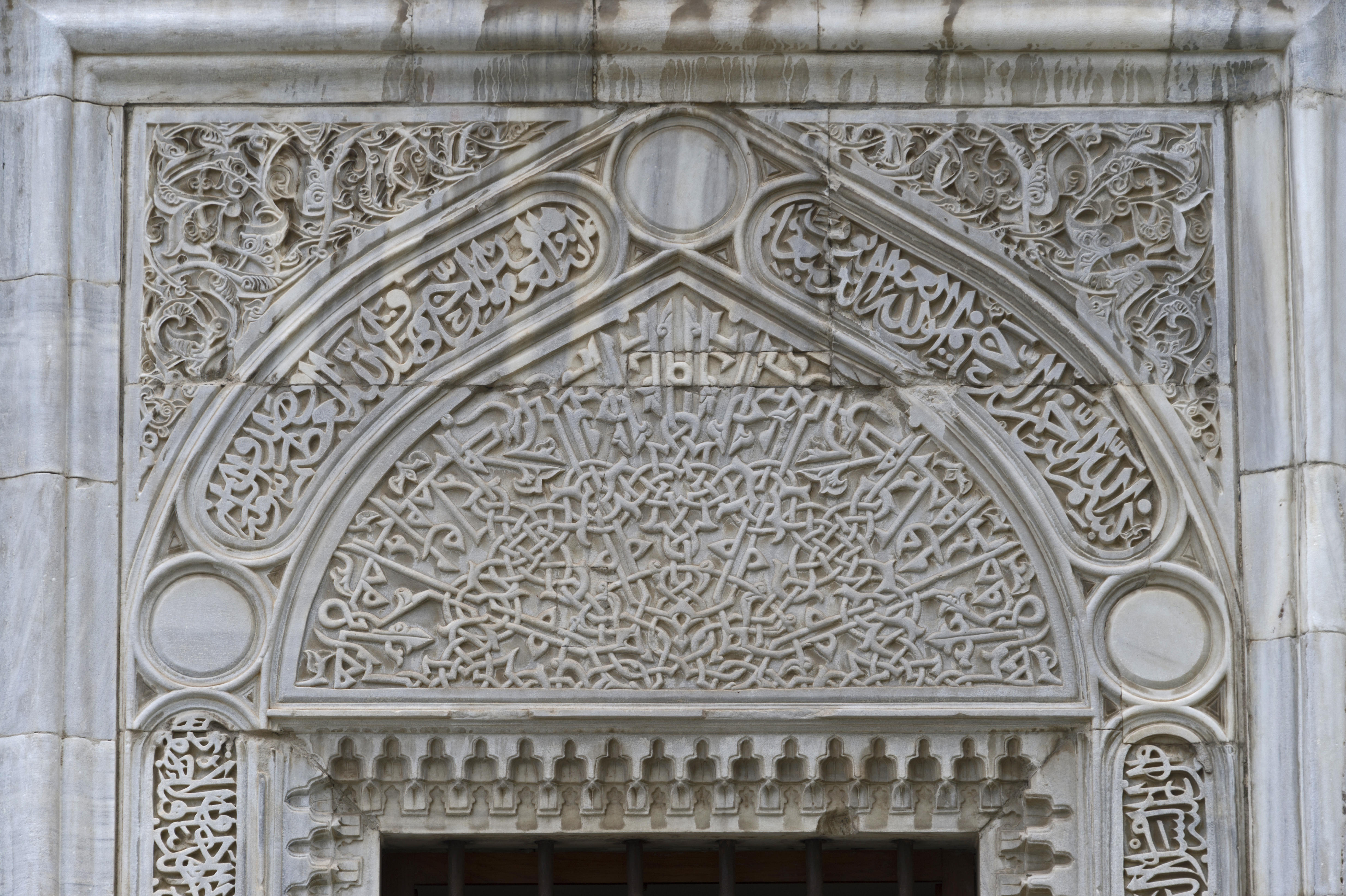
Timpà de marbre tallat en una finestra exterior
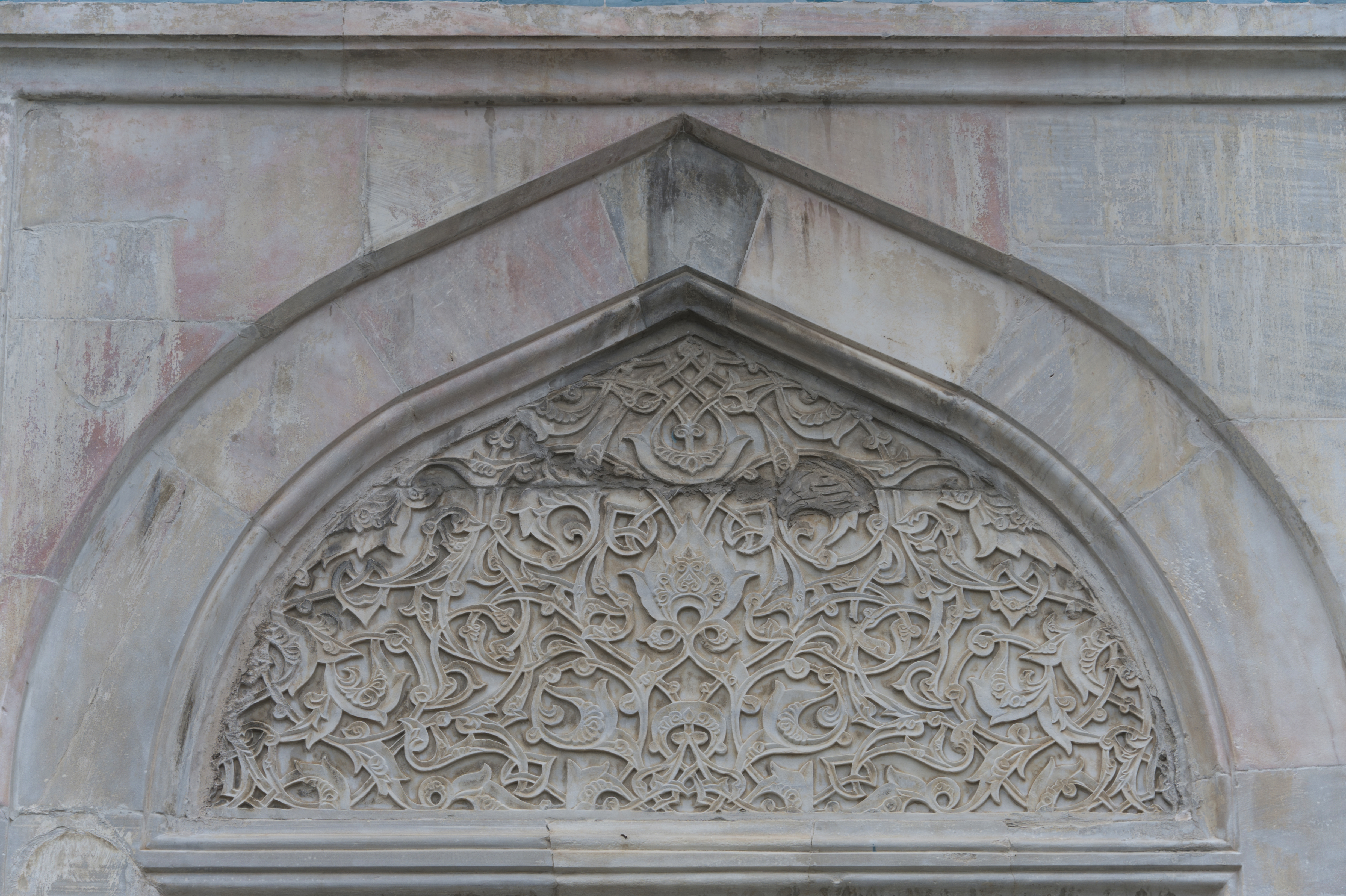
Timpà de marbre sobre una finestra exterior
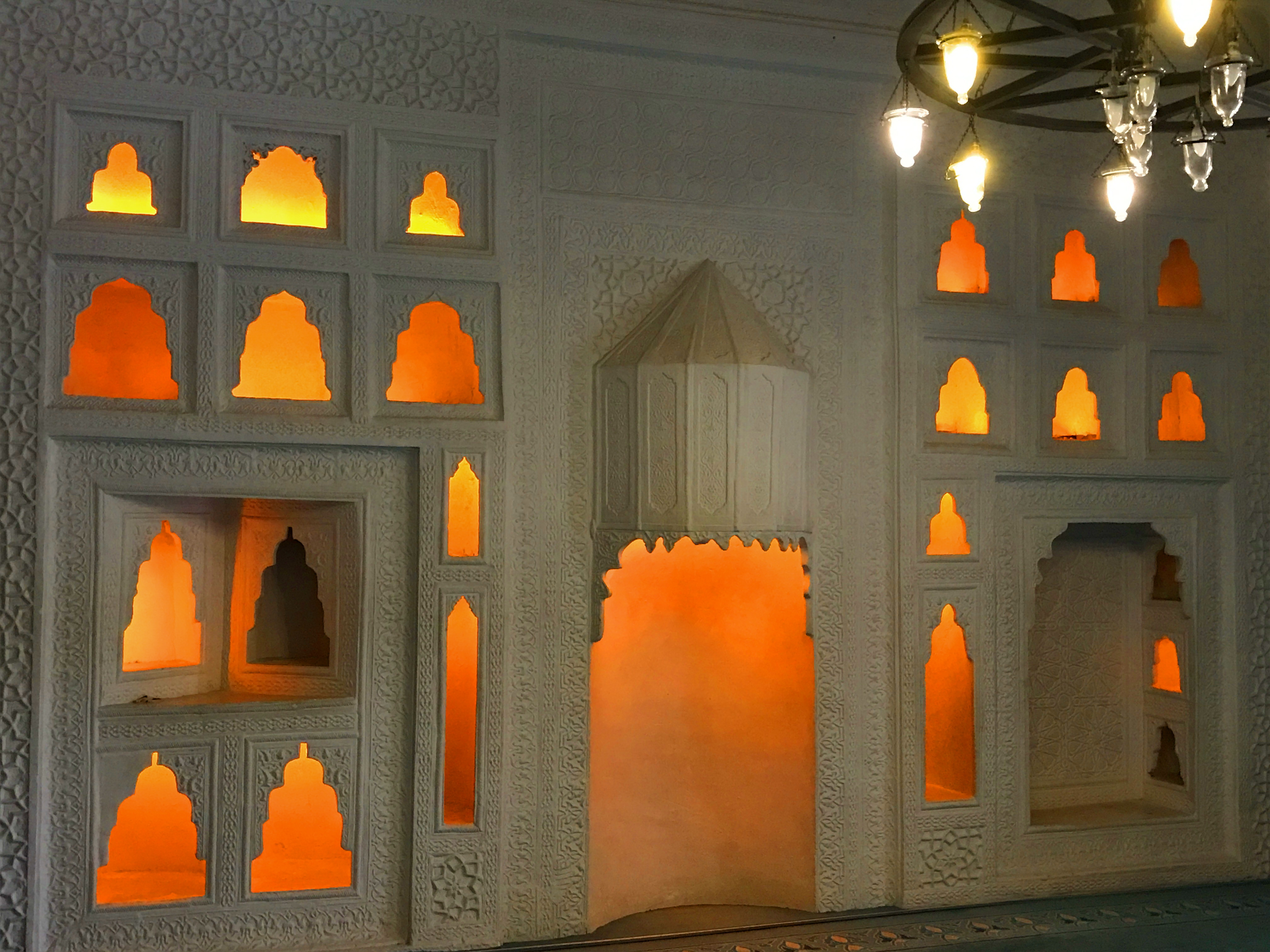
Nínxols tallats i ocak d'una sala dels tabhane

## Altres edificis del complex
La mesquita era el centre d'un conjunt religiós i benèfic més gran (una külliye), que abastava edificis propers, com ara el mausoleu (la Tomba Verda), una madrassa, un imaret (cuina pública) i un hammam (banys públics).

### Mausoleu

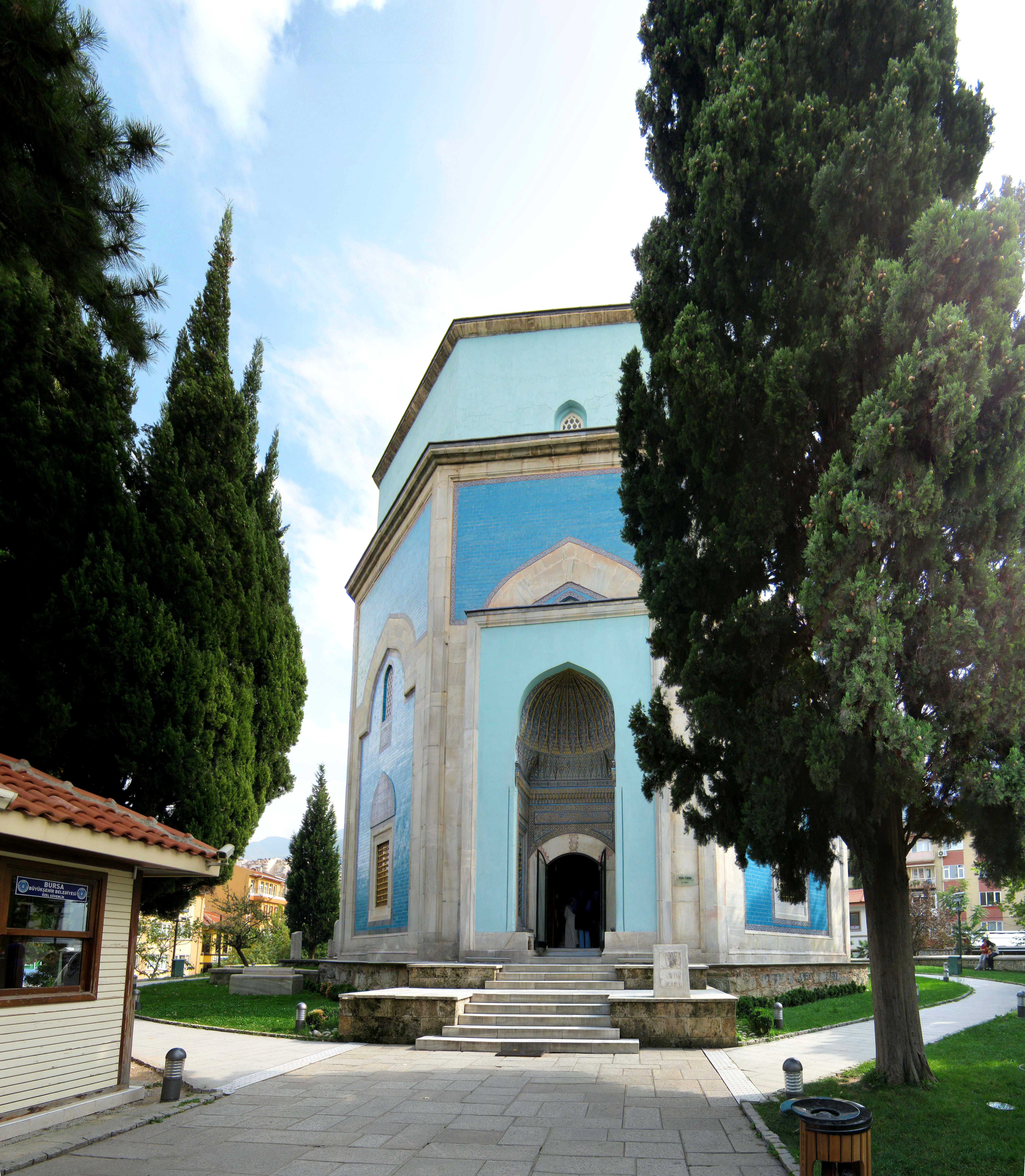
Mausoleu Verd

El Mausoleu de Mehmet I està situat en un monticle elevat enfront de la mesquita. Té una estructura octogonal coberta per una cúpula de 15 m de diàmetre. Està decorat amb taulells, i els de la cambra del mausoleu són tan rics com els de la mesquita. Cobreixen les parets, els cenotafis i un mihrab ornamentat. Sota el terra de la cambra principal, on es troben els cenotafis, hi ha una cripta.
A més de l'enterrament del soldà, el mausoleu té les tombes dels seus fills Mustafà, Mahmud i Yússuf, així com d'algunes dones de la família i de la seua dida.

### Madrassa

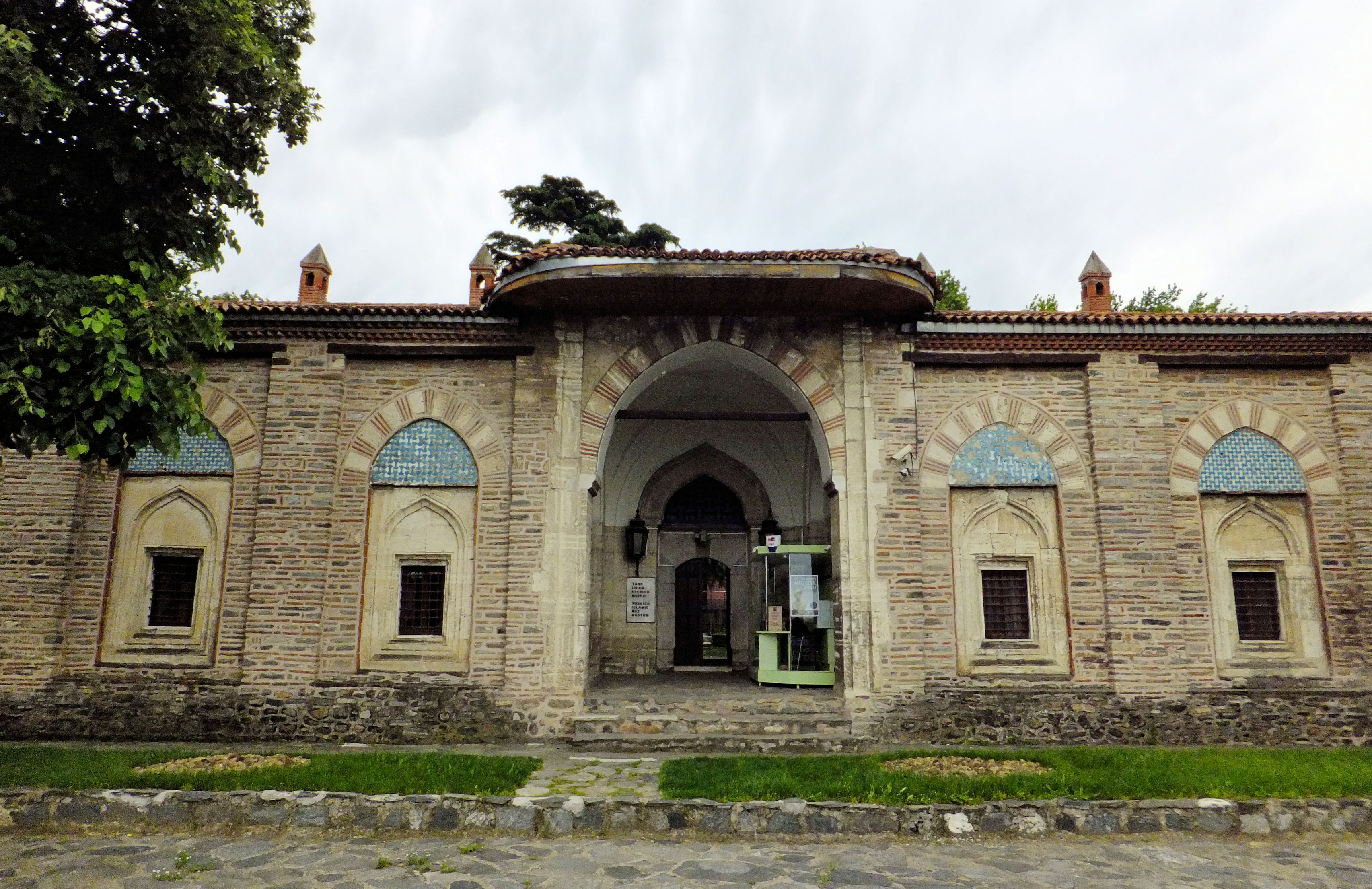
La madrassa (ara conté el Museu d'Art Turc i Islàmic de Bursa)

La madrassa del complex de Mehmet I, al sud-oest de la mesquita, és un exemple ben planificat de les madrasses de pati obert d'aquest període, amb semblances a les madrasses de l'època del Soldanat de Rum. Té un iwan d'entrada decorat que duu a un pati interior, flanquejat per pòrtics en tres costats i un dershane voltat al costat oposat a l'entrada. També hi ha dos petits iwans en els altres dos costats laterals del pati, darrere dels pòrtics.

### Uns altres
El hammam del complex es troba a l'est del mausoleu, i l'imaret al seu nord-est. De les estructures originàries de tots dos edificis només es conserven restes parcials.